# Piridossamina
La piridossamina è un composto aromatico eterociclico derivato dalla piridina. La molecola rappresenta una delle forme in cui si può presentare la Vitamina B6.